# 薩溫齊 (羅基特涅區)
49°46′52″N 30°30′21″E / 49.78111°N 30.50583°E

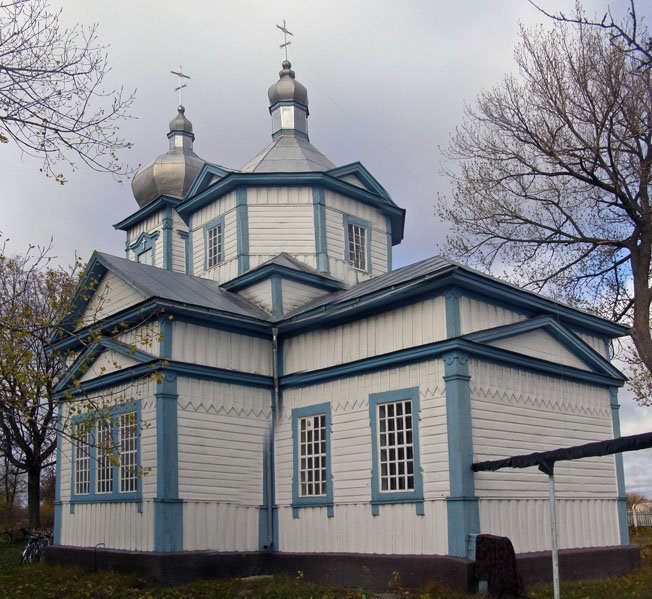

薩溫齊（烏克蘭語：Савинці）是位於烏克蘭北部的村莊，由基辅州白采爾克瓦區的羅基特內市鎮負責管轄。該村面積24平方公里，海拔高度170米，2024年人口820，人口密度每平方公里44.3人。